# 松浦拓弥
松浦 拓弥（まつうら たくや、1988年12月21日 - ）は、静岡県浜松市出身のサッカー選手。ポジションはミッドフィールダー（MF）。

## 来歴

### プロ入り前
少年時代からサッカーでは攻撃的なポジションを務めていた。本人によれば元はパスを得意とする選手だったが、たまたま試合でチャレンジしたドリブル突破がはまったことで足技を磨き、ドリブラーとしての才能を開花させる。また2005年のJFAプリンスリーグU-18東海では得点王になるなどの活躍を見せる。

### ジュビロ磐田
2007年よりジュビロ磐田に入団。磐田では左右両アウトサイドを学び（ただし起用はもっぱら右）、守備面でも貢献できるようになったことから、2008年になるとポジション争いに割って入り、日本代表の駒野友一と怪我の太田吉彰が不在の間にトップチームでデビューを果たす。シーズン途中にハンス・オフトが監督に就任すると重用されトップ下に定着。ベガルタ仙台と対戦したJ1・J2入れ替え戦では2試合で3得点、チームの全得点を挙げる活躍を見せ、チームのJ1残留に大きく貢献した。

### アビスパ福岡
2011年はアビスパ福岡に期限付き移籍し、スタメンとして活躍した。

### ジュビロ磐田復帰
2012年、磐田に復帰し、背番号は前年まで西紀寛がつけていた11番となった。
2014年9月28日に行われた名波浩監督初陣となった愛媛FC戦では、8試合ぶりの先発に起用され得点を挙げて、元チームメイトの名波監督の初陣の勝利に貢献した。
2017年8月26日に行われたヴィッセル神戸戦でプロ入り後初めてとなるFKから得点を挙げた。

### 横浜FC
2019年シーズンより横浜FCに完全移籍。開幕から2試合はベンチ外となったが、第3節の栃木SC戦でスタメン出場し、第4節のアルビレックス新潟戦では移籍後初ゴールを挙げた。しかし、磐田時代から練習に遅刻する事が多く横浜FCに移籍後も遅刻を繰り返し、監督の下平隆宏から規律違反で処分され、8月10日の水戸戦以降は試合に出場する事はなかった。チームは、自動昇格圏の2位となりJ1昇格を決めた。
2020年シーズンは、磐田でチームメイトだった中村俊輔が「オレが彼（松浦）を何とかしますよ」と監督に伝え、キャンプ中から松浦を支えた事もあり監督の信頼を得て、開幕戦の神戸戦から出場。第3節の柏レイソル戦では、アシストとシーズン初ゴールを決め、チームはJ1昇格後初勝利を挙げた。2022年シーズン終了後、契約満了により横浜FCを退団。

### FC大阪
2023年はしばらく無所属だったが、8月にFC大阪への移籍を発表。
2023年シーズンをもってチームを退団。

### 品川CC横浜
2024年3月2日、神奈川県社会人サッカーリーグ1部の品川CC横浜で移籍する事が発表された。

## 人物
好きな食べ物はカレー。
サッカー以外で好きなスポーツはバスケットボール。
尊敬している選手は中村俊輔。

## 所属クラブ
- Honda FC U-15
- 2004年 - 2006年 静岡県立浜名高等学校
- 2007年 - 2018年  ジュビロ磐田
  - 2011年  アビスパ福岡 (期限付き移籍)
- 2019年 - 2022年  横浜FC
- 2023年8月 - 同年12月  FC大阪
- 2024年 -  品川CC横浜

## 個人成績
| 国内大会個人成績 | 国内大会個人成績 | 国内大会個人成績 | 国内大会個人成績 | 国内大会個人成績 | 国内大会個人成績 | 国内大会個人成績 | 国内大会個人成績 | 国内大会個人成績 | 国内大会個人成績 | 国内大会個人成績 | 国内大会個人成績 |
| 年度             | クラブ           | 背番号           | リーグ           | リーグ戦         | リーグ戦         | リーグ杯         | リーグ杯         | オープン杯       | オープン杯       | 期間通算         | 期間通算         |
| 年度             | クラブ           | 背番号           | リーグ           | 出場             | 得点             | 出場             | 得点             | 出場             | 得点             | 出場             | 得点             |
| 日本             | 日本             | 日本             | 日本             | リーグ戦         | リーグ戦         | リーグ杯         | リーグ杯         | 天皇杯           | 天皇杯           | 期間通算         | 期間通算         |
| ---------------- | ---------------- | ---------------- | ---------------- | ---------------- | ---------------- | ---------------- | ---------------- | ---------------- | ---------------- | ---------------- | ---------------- |
| 2007             | 磐田             | 24               | J1               | 0                | 0                | 0                | 0                | 0                | 0                | 0                | 0                |
| 2008             | 磐田             | 24               | J1               | 11               | 1                | 3                | 0                | 0                | 0                | 14               | 1                |
| 2009             | 磐田             | 24               | J1               | 10               | 0                | 1                | 0                | 3                | 0                | 14               | 0                |
| 2010             | 磐田             | 24               | J1               | 10               | 0                | 3                | 0                | 2                | 0                | 15               | 0                |
| 2011             | 福岡             | 14               | J1               | 32               | 3                | 2                | 0                | 2                | 1                | 36               | 4                |
| 2012             | 磐田             | 11               | J1               | 26               | 3                | 5                | 2                | 2                | 0                | 33               | 5                |
| 2013             | 磐田             | 11               | J1               | 26               | 2                | 5                | 1                | 0                | 0                | 31               | 3                |
| 2014             | 磐田             | 11               | J2               | 19               | 1                | -                | -                | 2                | 0                | 21               | 1                |
| 2015             | 磐田             | 11               | J2               | 26               | 3                | -                | -                | 2                | 0                | 28               | 3                |
| 2016             | 磐田             | 11               | J1               | 26               | 1                | 5                | 0                | 3                | 0                | 34               | 1                |
| 2017             | 磐田             | 11               | J1               | 26               | 3                | 2                | 0                | 4                | 0                | 32               | 3                |
| 2018             | 磐田             | 11               | J1               | 31               | 3                | 4                | 2                | 2                | 1                | 37               | 6                |
| 2019             | 横浜FC           | 7                | J2               | 15               | 2                | -                | -                | 0                | 0                | 15               | 2                |
| 2020             | 横浜FC           | 7                | J1               | 27               | 3                | 0                | 0                | -                | -                | 27               | 3                |
| 2021             | 横浜FC           | 7                | J1               | 19               | 1                | 3                | 0                | 0                | 0                | 22               | 1                |
| 2022             | 横浜FC           | 7                | J2               | 20               | 1                | -                | -                | 2                | 0                | 22               | 1                |
| 2023             | FC大阪           | 77               | J3               | 13               | 0                | -                | -                | -                | -                | 13               | 0                |
| 通算             | 日本             | 日本             | J1               | 244              | 20               | 33               | 5                | 18               | 2                | 295              | 27               |
| 通算             | 日本             | 日本             | J2               | 80               | 7                | -                | -                | 6                | 0                | 86               | 7                |
| 通算             | 日本             | 日本             | J3               | 13               | 0                | -                | -                | -                | -                | 13               | 0                |
| 総通算           | 総通算           | 総通算           | 総通算           | 337              | 27               | 33               | 5                | 24               | 2                | 394              | 34               |

その他の公式戦
- 2008年
  - J1・J2入れ替え戦 2試合3得点
- 2014年
  - J1昇格プレーオフ 1試合0得点

出場歴
- 公式戦初出場 - 2008年5月25日 ナビスコカップ予選リーグ第4節 vs清水エスパルス（日本平スタジアム）
- Jリーグ初出場 - 2008年7月17日 J1第17節 vs名古屋グランパス（ヤマハスタジアム）
- Jリーグ初得点 - 2008年10月18日 J1第29節 vsガンバ大阪（万博記念競技場）

## タイトル

### クラブ
ジュビロ磐田
- Jリーグカップ：1回（2010年）